# Giovanni Bernardo Zucchinetti
Giovanni (o Giovan) Bernardo Zucchinetti (Suna, 10 novembre 1730 – Monza, 11 novembre 1801) è stato un compositore e organista italiano.
Membro di una famiglia di musicisti attiva nella Lombardia centro-orientale, in gioventù fu allievo di Giovanni Andrea Fiorini a Milano. Nel 1755 divenne maestro di cappella e organista del Duomo di Varese e dal 1757 affiancò le medesime cariche anche per il Duomo di Monza. Nel 1765, a causa di forti contrasti con ambedue le amministrazioni delle due, cessò tutte le proprie attività sia a Varese a Monza e si fece sostituire dal fratello minore Giovanni Domenico. Si recò dunque a Milano, dove dal 1773 al 1779 fu organista e maestro di cappella del Duomo.

## Composizioni
- 55 composizioni sacre (Kyrie, Gloria, Credo, introiti, graduali, offertori, inni, salmi, Magnificat, litanie e responsori) per 4-5 voci, coro, soli e orchestra (flauto, oboe, corno, tromba e archi); per coro e basso continuo; per coro a cappella
- 2 concerti per due organi